# Брибирски партизански одред
Брибирски народноослободилачки партизански (НОП) одред је био партизанска јединица у саставу Народноослободилачке војске и партизанских одреда Југославије током Другог светског рата у Хрватској.

## Историјат
Формиран у августу 1941. на планини Вишевици од партизана из Брибира, Леденица, Лича и Фужина, и са Брибирским партизанским логором био центар политичко-пропагандног и мобилизацијског рада у том крају. Одред је 9. септембра извео прву акцију на прузи код Лича, уништивши једну мању композицију, а 27. септембра код засеока Сталка (на путу Огулин—Нови) заробио групу Италијана. У октобру је наставио разарање пруге на деоници Делнице—Ријека, нападао италијанске снаге на путу Јасенак—Нови, а у окупираним местима у Хрватском приморју вршио појединачне и мање акције на непријатеља. Истог месеца Одред је ушао у састав Горскокотарско–приморског батаљона (касније назван Матија Губец) Приморско-горанског НОП одреда. Из његовог састава издвојене су две групе бораца које су постале језгро Личког и Леденичког партизанског одреда. 